# Slaget ved Chancellorsville
Slaget ved Chancellorsville var et stort slag i den amerikanske borgerkrig. Det blev udkæmpet nær landsbyen Spotsylvania Courthouse, i Virginia, fra den 30. april til den 6. maj 1863. Det kaldes for Robert E. Lee's "perfekte slag" på grund af hans risikable, men succesfulde deling af hæren overfor en meget stærkere fjendtlig styrke. I slaget stod Unionshæren Army of the Potomac under generalmajor Joseph Hooker overfor Sydstaternes hær Army of Northern Virginia under generalløjtnant Robert E. Lee, som kun var ca. halvt så stor. Lees vovemod og Hookers ængstelighed i kamp resulterede tilsammen i et alvorligt nederlag til Unionen. Der var dog malurt i Sydstaternes sejrspokal. Generalløjtnant Stonewall Jackson blev dødeligt såret i slaget, og general Lee betegnede dette tab som at "miste min højre arm".
Chancellorville kampagnen begyndte med, at unionshæren overskred Rappahannock floden om morgenen den 27. april 1863. Kraftige kampe udviklede sig den 1. maj og fortsatte, indtil unionsstyrkerne trak sig tilbage over floden om natten mellem den 5. og 6. maj.

## Styrker og planer
Chancellorville kampagnen havde potentialet til at blive et af de mest ulige slag i krigen. Unionshæren havde en samlet styrke på 133.868 mand ved kampens begyndelse, mens sydstatshæren var under halvt så stor med 60.892. Derudover var unionshæren langt bedre forsynet og udhvilet efter flere måneder uden aktivitet, mens Lee' styrker var spredt ud over hele staten Virginia. Rent faktisk var 15.000 mand under generalløjtnant James Longstreet udstationeret nær Norfolk i Virginia hvor de tog sig af en trussel fra Unionen i Suffolk, og de nåede ikke tilbage til at hjælpe Lee i tide.
Hertil kom, at kampagnen begyndte med en slagplan, som var langt bedre end de sædvanlige planer, lederne af Army of the Potomac havde udtænkt. Hæren brød op fra sit vinterkvarter omkring Fredericksburg i Virginia, hvor den stod overfor Lee på den anden side af Rappahannock. Hooker planlagde en dristig dobbeltomringning af Lees styrker ved at sende fire korps på skjult march mod nordvest, hvorefter de skulle dreje sydpå, overskride Rappahannock og Rapidan floderne, dreje mod øst og ramme Lee i ryggen. De resterende korps skulle angribe Lees front gennem Fredericksburg. I mellemtiden skulle 7.500 kavalerister under generalmajor George Stoneman gennemføre et raid dybt ind i sydstatshærens bagområde og ødelægge afgørende forsyningsdepoter langs jernbanen fra Sydstaternes hovedstad Richmond til Fredericksburg, hvilket ville afskære Lee' kommunikations- og forsyningslinjer. Denne dristige og aggressive plan blev senere kendt som Stoneman's Raid.
Selv om hæren var langt større, havde Army of the Potomac en alvorlig mangel på kompetente ledere, og det blev afgørende – ligesom i tidligere kampagner under krigen. Det blev de overlegne taktiske evner hos Lee og Jackson, som afgjorde slaget.
Den 27. og 28. april overskred de fire korps fra Army of the Potomac Rappahannock og Rapidan floderne på flere steder, de fleste nær stedet, hvor de to floder mødes og ved den lille landsby Chancellorsville, som ikke bestod af meget mere end et stort gods, der ejedes af Chancellor familien, ved vejkrydset mellem Orange Turnpike og Orange Plank Road. I mellemtiden havde den anden styrke på mere end 30.000 mand under generalmajor John Sedgwick krydset Rappahannock ved Fredericksburg, og Stonemans kavaleri rykkede frem mod Lees bagland.

## Slaget

### 1. maj – 2. maj
Den 1. maj havde Hooker omkring 70.000 mand koncentreret i og omkring Chancellorsville, mens Lee arbejdede hårdt på at samle sin egen hær. Han stod selv overfor Hooker ved Chancellorsville med omkring 40.000 mand, mens generalmajor Jubal A. Early på hans højre side bemandede Fredericksburgs formidable Marye's Heights med 12.000 tropper og håbede på at kunne holde Sedgwick væk fra Lees ryg. Den næste dag mødtes Unionens og Sydstaternes tropper på fronten ved Chancellorsville, hvor det lykkedes nogle af Unionens styrker at presse sig igennem de uigennemtrængelige skovtykninger og fyrrekrat, som var kendetegnende for området. Det blev af mange unionschefer set som en nøgle til sejren. Hvis den større unionshær kæmpede i skovene, som var kendt som Wilderness of Spotsylvania, ville dens store overlegenhed i artilleri have minimal betydning, fordi artilleri ikke kunne bruges til ret meget i skovområder.
Hooker havde, før kampagnen begyndte, besluttet, at slagene skulle udkæmpes defensivt, således at Lee med sin lille hær blev tvunget til at angribe hans store hær. I slaget ved Fredericksburg havde det været unionshæren, som angreb, og det var blevet til et blodigt nederlag. Hooker vidste, at Lee ikke kunne holde til et sådant nederlag, så han beordrede sine mænd til at trække sig tilbage til ødemarken og indtage en defensiv stilling omkring Chancellorsville og udfordre Lee til at angribe ham eller trække sig tilbage med overlegne styrker i hans fodspor.
Lee modtog Hookers udfordring og planlagde et angreb til den 2. maj. Natten før opstillede Lee og Jackson en risikabel angrebsplan. De ville dele den 40.000 mand store hær ved Chancellorsville, således at Jackson tog sit 2. korps på 28.000 mand med rundt om unionshæren for at angribe den i flanken, mens Lee beholdt kommandoen over 1. korps på 12.000 mand (resterne af James Longstreets korps), som skulle stå direkte overfor alle Hookers 70.000 mand i Chancellorsville.
For at denne plan kunne fungere, var der flere ting, som skulle være opfyldt. Først skulle Jackson føre sine tropper 19 km af kringlede veje for at nå Unionens højre flanke, og det skulle ske, uden at han blev opdaget. Dernæst måtte Lee håbe på, at Hooker forblev i sin defensive stilling. For det tredje måtte Early sørge for, at Sedgwick forblev i Fredericksburg. Og når Jackson igangsatte sit angreb, måtte Lee håbe på, at unionshæren ikke var forberedt.
Utroligt nok skete det altsammen. Sydstatskavaleri under generalmajor J. E. B. Stuart sørgede for at holde Unionens styrker borte, så de ikke kunne opdage Jackson på hans lange march, som tog næsten hele dagen. Den eneste observation kom kort efter, at Jacksons korps trak sig tilbage fra unionsstyrkerne syd for Chancellorsville, og det virkede til sydstatshærens fordel, da Hooker troede, at hans kavaleri under Stoneman havde afskåret Lees forsyningslinje, og at Lee derfor var ved at forberede sig på et tilbagetog.
Derfor blev han, hvor han var, og ventede slet ikke noget totalangreb. Han sendte blot sit III korps på 13.000 mand under generalmajor Daniel Sickles frem. Sickles tog nogle håndfulde folk fra 2. korps til fange og gjorde herefter holdt.
Ovre ved Fredericksburg var Sedgwick og Hooker ikke i forbindelse med hinanden på grund af et nedbrud på telegraflinien. Selv om Hooker endelig sidst på aftenen den 2. maj kom i forbindelse med Sedgwick og beordrede ham til at angribe Early, blev det ikke til noget, fordi Sedgwick troede, at Early havde flere mænd, end han rent faktisk havde.
Den vigtigste årsag til katastrofen var den inkompetente leder af Unionens XI korps, generalmajor Oliver O. Howard. Howard og hans 11.000 mand var placeret yderst på Unionens højre fløj, men Howard undlod på nogen måde at forberede sig mod et eventuelt overraskelsesangreb, selv om Hooker havde beordret ham til det. Unionens højre flanke var ikke forankret ved en naturskabt forhindring, og det eneste forsvar mod et angreb fra flanken var to kanoner, som pegede ind i The Wilderness.
Hertil kom, at XI korps var en dårligt trænet enhed, som næsten udelukkende bestod af tyske immigranter, hvoraf mange ikke talte engelsk.
Klokken 16.30 kom Jacksons 28.000 mand løbende ud af The Wilderness og overraskede Howards korps, mens de fleste var i gang med at forberede aftensmaden. Mere end 4.000 blev taget til fange, uden at der blev løsnet et skud, og hovedparten af resten blev slået på flugt. Kun en division i XI korps gjorde modstand, og den blev også hurtigt slået på flugt. Ved mørkets frembrud var sydstatshærens 2. korps trængt 3 km frem og var indenfor synsafstand fra Chancellorsville. Det var kun Sickles' korps, som adskilte dem fra Lee. Sickles korps var forblevet dér, hvor det var efter angrebet om morgenen. Hooker fik en mindre skade under kampen, da en af fjendens kanonkugler ramte den træpille, som han stod og lænede sig op ad i sit hovedkvarter. Selv om han i praksis var ukampdygtig, nægtede han at overdrage kommandoen til sin næstkommanderende, generalmajor Darius N. Couch, og denne fejltagelse påvirkede Unionens indsats i de kommende dage, og den bidrog til Hookers manglende dristighed og overdrevent forsigtige adfærd i hele resten af slaget.
Både Hooker og Jackson begik alvorlige fejltagelser den nat. For Jacksons vedkommende kom det til at koste ham livet.
Hooker var bekymret for, om Sickles kunne holde det, der nu var et fremspring ind i sydstatshærens linje og trak III korps tilbage til Chancellorsville den nat. De gav sydstatshæren to fordele – det genforenede Jackson og Lees styrker og gav dem kontrol med en højt placeret rydning i skoven, der var kendt som Hazel Grove, et af de få steder hvor artilleri kunne bruges effektivt. (Sickles var bitter over at måtte opgive dette høje terræn, og hans ulydighed i Peach Orchard under slaget ved Gettysburg to måneder senere var formentlig stærkt påvirket af denne hændelse.)
Jacksons fejltagelse kom, da han spejdede foran sit korps langs Orange Plank Road den nat. Efter at have vundet en stor sejr denne dag ønskede Jackson at udnytte sin fordel, inden Hooker og hans hær kunne komme sig og planlægge et modangreb, som stadig kunne lykkes på grund af skævheden i styrkeforholdet.
Han red frem på Orange Plank Road den nat uden at blive genkendt af mændene i 2. Korps bag ham og blev skudt af sine egne tropper. Såret var ikke livsfarligt, men Jackson fik lungebetændelse, efter at armen var blevet amputeret og døde den 10. maj. Hans død var en katastrofe for Konføderationen.

### 3. maj
Den 3. maj var generalmajor A. P. Hill, som havde overtaget kommandoen over 2. korps efter at Jackson blev såret, også blevet såret. Hill rådslog med generalmajor Robert E. Rodes, den næsthøjest rangerende general i korpset, og Rodes bifaldt Hills beslutning om at tilkalde J. E. B. Stuart og lade ham overtage kommandoen og lod først Lee det vide efterfølgende. Den vovelystne kavalerist viste sig også at være en fin infanterichef. Stuart igangsatte et massivt angreb langs fronten, godt hjulpet af Hooker, som var i gang med at trække sine tropper tilbage fra Hazel Grove, og satte derefter kanoner op på stedet og begyndte at bombardere Unionens artillerister. Der udbrød kraftige kampe senere på dagen, da Stuart igangsatte endnu et massivt angreb mod unionslinjerne, som langsomt brød sammen under presset og på grund af mangel på nye forsyninger og forstærkninger. Da man kom hen på eftermiddagen, havde sydstatshæren erobret Chancellorsville, og Hooker trak sine forslåede mænd tilbage til en forsvarslinje omkring United States Ford, den sidste åbne tilbagetrækningslinje.
Alligevel kunne Lee ikke erklære sig som sejrherre, og Hooker gav heller ikke fortabt. Da kampen var på sit højeste ved Chancellorsville den 3. maj, beordrede han igen Sedgwick til at bryde igennem til Lees bagland. Igen ventede Sedgwick, indtil det var for sent. Om eftermiddagen angreb han langt om længe Earlys position (efter at Early på et vist tidspunkt selv havde trukket sig tilbage efter at have misforstået en ordre fra Lee) og brød igennem. Men han gjorde det så sent, at han ikke kunne hjælpe Hooker. En enkelt brigade af tropper fra Alabama under ledelse af brigadegeneral Cadmus M. Wilcox havde held til at forsinke Sedgwicks allerede langsomme fremrykning langs Orange Plank Road vest for Fredericksburg. Forstærkninger under generalmajor Lafayette McLaws ankom fra Chancellorsville sent på eftermiddagen og stødte til Wilcox ved Salem Church, 6 km vest for Fredericksburg og denne styrke stoppede Sedgwicks fremrykning mod Chancellorsville.
Kampene den 3. maj 1863 var nogle af de voldsomste nogetsteds i krigen og kunne i sig selv stå som et af de blodigste slag i borgerkrigen. Omkring 18.000 mand, ligeligt fordelt mellem de to hære, faldt denne dag.

### 4. maj – 6. maj
Om aftenen den 3. maj og hele den 4. maj forblev Hooker i sine forsvarsstillinger, mens Lee og Early kæmpede mod Sedgwick. Han havde dumt nok glemt at sikre Fredericksburg efter at have gennembrudt Earlys forsvar, og Early marcherede ganske simpelt tilbage og genbesatte højderne vest for byen, hvorved han afskar Sedgwick. I mellemtiden overførte Lee divisionen under generalmajor Richard H. Anderson fra fronten ved Chancellorsville og forstærkede McLaws, inden Sedgwick blev klar over hvor få mænd han stod overfor. Det viste sig, at Sedgwick var ligeså standhaftig i sit forsvar, som han havde været halvhjertet i sit angreb, og han stod fast hele dagen, før han trak sig tilbage over Rappahannock floden ved Bank's Ford i timerne før daggry den 5. maj. Dette var en ny fejlkommunikation mellem ham og Hooker. Den øverstkommanderende general havde ønsket, at Sedgwick skulle holde Bank's Ford, således at Hooker kunne trække sig tilbage fra Chancellorsville området og overskride floden igen ved Bank's Ford og fortsætte kampen. Da han hørte, at Sedgwick havde trukket sig tilbage over floden, havde han ikke flere muligheder for at redde kampagnen, og om natten mellem den 5. og den 6. maj trak han sig også tilbage over floden.

## Efter slaget
Efter at Stoneman i en uge havde havde raidet i det centrale og sydlige Virginia uden at angribe et eneste af de mål, som Hooker havde udpeget for ham, trak han sig tilbage til unionshærens linjer øst for Richmond den 7. maj, hvilket betød afslutningen på kampagnen.
Slaget blev udkæmpet under forfærdelige betingelser. Soldater for vild i det uigennemtrængelige vildnis, og mange brande startede i løbet af slaget. Rapporter om sårede mænd, der blev brændt levende, var ikke ualmindelige.
Selv om Lee var stærkt i undertal, vandt han nok sin største sejr i krigen, men han betalte en frygtelig pris for den. Med kun 52.000 infanterister i kamp mistede han flere end 13.000 – 25% af styrken, mænd som Sydstaterne med deres begrænsede befolkningsgrundlag ikke kunne erstatte. Lige så alvorligt var det, at han mistede adskillige af sine øverste generaler, først og fremmest Jackson, hans mest aggressive hærfører i felten.
Hooker, som ved kampagnens begyndelse troede, at han havde 80% chance for succes, tabte slaget på grund af dårlig kommunikation, inkompetence blandt nogle af hans ledende generaler (især Howard, Stoneman og Sedgwick), foruden at han selv begik nogle alvorlige fejltagelser. Hookers fejltagelser var, at han opgav sin offensive fremmarch den 1. maj og beordrede Sickles til at trække sig tilbage den 2. maj. Han begik også en fejl ved fordelingen af sine styrker – omkring 40.000 af tropperne affyrede dårligt nok et skud. Da han senere blev spurgt om, hvorfor han standsede fremrykningen den 1. maj, svarede Hooker: "For første gang mistede jeg troen på Hooker".
Af de 90.000 mænd, som var involveret i kampen på Unionens side, faldt over 17.000 mand i slaget, en tabsrate, som var langt mindre end Lees og det endda uden at medtage de 4.000 mand i XI korps, som blev taget til fange i den indledende panik den 2. maj. Hookers taktik med at tvinge Lee til kamp var helt klart et sundt koncept, men det fejlede ved den måde, som han og hans underordnede anvendte det på. Kamphandlingerne viste, at unionshæren var blevet ligeværdig med Lees hidtil uovervindelige legioner.
Unionen var chokeret over nederlaget. Præsident Abraham Lincoln blev citeret for at sige: "Min Gud! Min Gud! Hvad vil nationen sige?". Nogle få generaler blev ramt på karrieren. Hooker afskedigede Stoneman for inkompetence. Hookers næstkommanderende, Couch, væmmedes så meget over Hookers ledelse af slaget (og hans stadige politiske manøvrer), at han tog sin afsked og fik kommandoen over militsen i Pennsylvania. Hooker blev frataget kommandoen over hæren den 28. juni, lige før slaget ved Gettysburg.
Slaget ved Chancellorsville dannede sammen med Slaget ved the Wilderness, som blev udkæmpet i maj året efter grundlaget for Stephen Crane's roman fra 1895 The Red Badge of Courage.
Dele af slagmarken ved Chancellorsville er bevaret som en del af Fredericksburg and Spotsylvania National Military Park.

## Notes
1. 1 2  Eicher, p. 488. De anførte tab gælder hele kampagnen.
2. ↑  Dupuy, p. 261.
3. ↑  Eicher, p. 475

## Yderligere læsning
- Dodge, Theodore A., The Campaign of Chancellorsville, 1881, Project Gutenberg.
- Furgurson, Ernest B., Chancellorsville 1863, The Souls of the Brave, Knopf, 1992, ISBN 0-394-58301-9.

## Eksterne links
- Broderkrigen: Slaget ved Chancellorsville Arkiveret 25. november 2005 hos  Wayback Machine
- Slaget ved Chancellorsville af Steve Haas Arkiveret 17. oktober 2007 hos  Wayback Machine
- The Red Badge of Courage Side Arkiveret 25. februar 2007 hos  Wayback Machine
- Breve fra Chancellorsville(historisk fiktion) Arkiveret 15. juli 2011 hos  Wayback Machine